# Eguílaz
Eguílaz (oficialmente Eguílaz/Egilatz)  es un concejo del municipio de San Millán, en la provincia de Álava, País Vasco (España).

## Historia
Hacia mediados del siglo XIX, el lugar, ya por entonces perteneciente a San Millán, tenía contabilizada una población de 120 habitantes. Aparece descrito en el séptimo volumen del Diccionario geográfico-estadístico-histórico de España y sus posesiones de Ultramar de Pascual Madoz con las siguientes palabras:

EGUILAZ: l. del ayunt. de S. Millan en la prov. de Alava, part. jud. de Salvatierra (1 leg.), aud. terr. de Burgos (25), c. g. de las provincias Vascongadas (Vitoria 3), y dióc. de Calahorra (15). sit. en una llanura y contiguo á la carretera de Pamplona á Irun: su clima inconstante, le combaten los vientos N. y S.; las enfermedades mas comunes son pleuresias, pulmonias y fiebres catarrales. Tiene 16 casas, escuela para ambos sexos, cuya dotacion consiste en la retribucion de los alumnos; igl. parr. (San Pedro Apóstol), servida por 2 beneficiados, uno de ellos con título de cura, ambos de presentacion del cabildo. Confina el térm. M. Zalduendo y Amezaga; E. San Roman; S. Vicuña, y O. Mezquia. El terreno en su mayor parte es cascajal y pedregoso; tiene 2 sotos uno muy poblado de frondosos robles, y otro abundante de yerbas para pastos. Al O. hay una altura de terr. labrantio llamado Aizcomendi, en cuyo centro y profundidad se descubrió por el dueño en el año 1832 un sepulcro, cuya estructura consistia en unos peñascos colocados á los lados y cubierto con otro, todos de descomunal magnitud, pero particularmente el que cubria, que tiene 15 pies de long., 12 de lat. y 2 1/2 de espesor: á consecuencia de este descubrimiento se practicaron investigaciones en pos de lo que contenia, y se hallaron restos humanos de tamaño irregular respecto á los vivientes, sin que haya aparecido inscripcion alguna que atestigue su procedencia, solo si que las dimensiones del centro son de 10 á 11 pies de long. de E. á O.; 8 á 9 de lat. de N. á S., y de 12 á 14 perpendiculares, con su entrada al E. Atraviesa este térm. un pequeño r. que se seca en el verano. El único camino que en él se halla, es la mencionada carretera en brillante estado. La correspondencia se recibe de Salvatierra los lunes, jueves y sábados, y se despacha los domingos, martes y viernes. prod.: trigo, maiz, cebada, habas, yeros, alholva, lentejas, arbejas, garramo, avena y patatas; cria de ganado vacuno, caballar y mular: caza de perdices, liebres, codornices y palomas. pobl. 25 vec. 120 alm. contr.: con su ayunt. (V.).
(Madoz, 1847, p. 448)

En 2022, tenía empadronados 52 habitantes.

## Demografía
| Gráfica de evolución demográfica de Eguílaz entre 2000 y 2017 |
|                                                               |
| Población de derecho según los censos de población del INE.   |

## Patrimonio
Hay en el concejo una iglesia de San Pedro Apóstol.